# Planta trituradora de Peña del Hierro

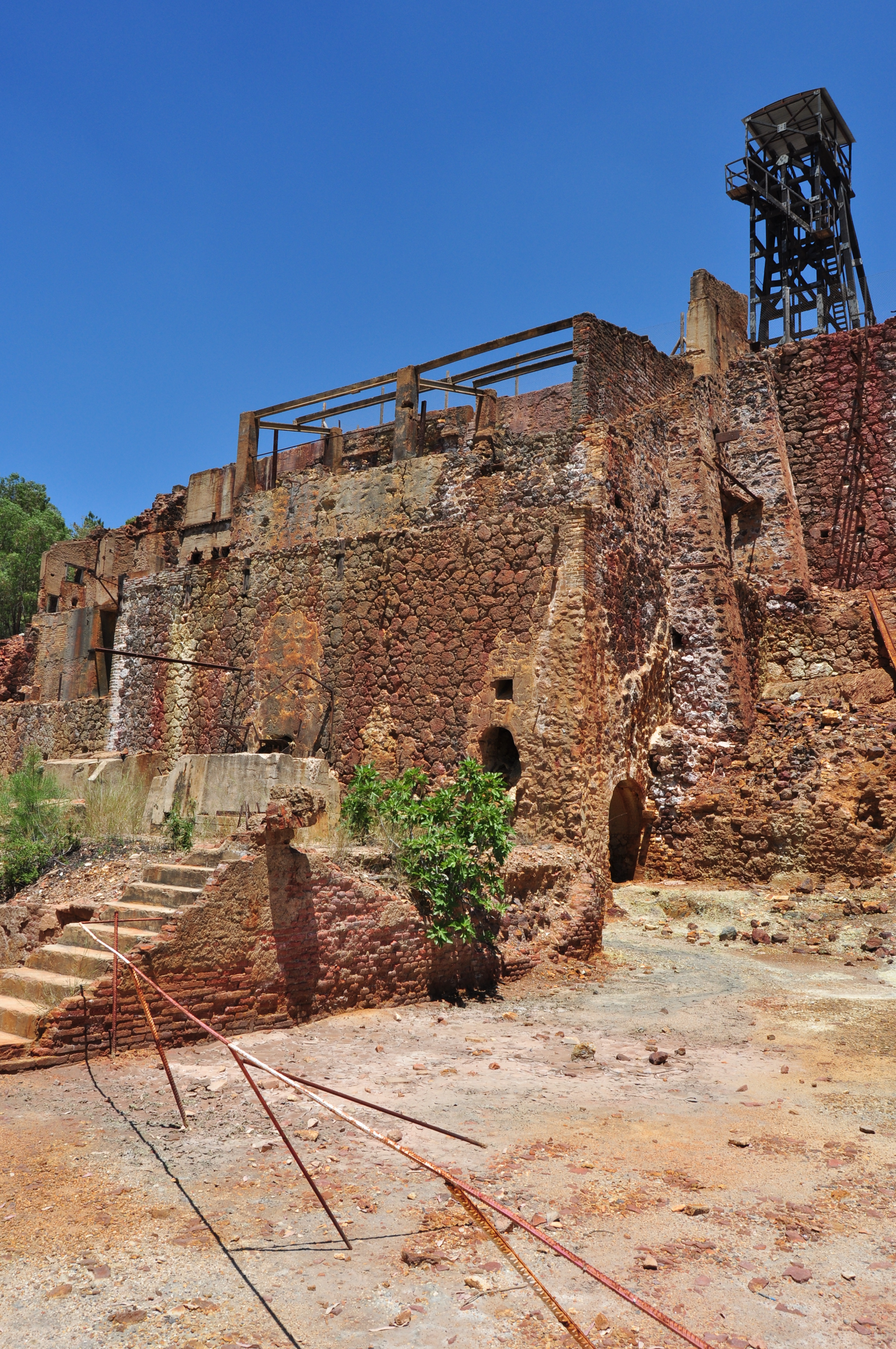
Instalaciones de la antigua planta trituradora de Peña del Hierro, 2010.

La planta trituradora de Peña del Hierro fue una instalación minero-industrial que prestaba servicio a la mina de Peña del Hierro, la cual estaba situada dentro del municipio español de Nerva, en la provincia de Huelva. La planta estuvo operativa entre 1935 y 1966, quedando abandonada con posterioridad.

## Historia
En 1935 la británica The Peña Copper Mines Company Limited levantó una planta industrial con el objetivo tanto de preparar el mineral crudo como de obtener un mineral de tamaño inferior a 12 mm. Esta instalación estaba situada junto a la boca del Pozo Maestro de Peña del Hierro y constaba de dos machacadoras de mandíbulas accionadas por un motor de 110 CV. En 1955 el complejo de Peña del Hierro pasó a manos de la Compañía Nacional de Piritas (CONASA), empresa que procedió a modernizar las instalaciones con la incorporación de nuevo equipamiento. La planta se mantuvo en servicio hasta 1966, cuando quedó abandonada. 
En 2004, ante el mal estado de conservación en que se encontraba, la Fundación Río Tinto procedió a su rehabilitación.